# Transgourmet Österreich
Die Transgourmet Österreich GmbH ist ein Großhandelspartner für die Gastronomie, Hotellerie, den Lebensmitteleinzelhandel sowie Gewerbetreibende mit Sitz in Traun, Österreich. Bis April 2016 firmierte das Unternehmen als Teil der Unternehmensgruppe Pfeiffer unter dem Namen C+C Pfeiffer. Mit der Übernahme durch die Transgourmet Holding im Eigentum der Schweizer Coop wurde das Unternehmen in Transgourmet Österreich umbenannt.

## Geschichte
Transgourmet Österreich geht zurück auf die Unternehmensgruppe Pfeiffer. Diese geht zurück auf die Gründung eines Lebensmittelgeschäfts im Jahr 1862 durch Georg Pfeiffer in Linz-Urfahr. 1963 wurde unter dem Namen SB Pfeiffer der erste C+C Markt in Westösterreich eröffnet. 1971 übernahm Pfeiffer die Firma Dillinger. 1984 änderte sich der Name SB Pfeiffer in C+C Pfeiffer. Gleichzeitig übersiedelte das Unternehmen von Linz nach Traun. 1985 übernahm der C+C Markt die Firma F.X. Martin und 1988 die Firma Werndl in Salzburg. 
Georg Pfeiffer stieg 1991 als Nachfahre des Gründers in die Assistenz der Geschäftsführung bei Pfeiffer Großhandel ein und übernahm zwei Jahre später die Leitung der Handelsgruppe in der fünften Generation. Es folgten 1991 und 1994 die Eröffnungen der Standorte Wels und Graz. Mit der Eröffnung des Standortes Spielberg baute Pfeiffer 1996 seine Gastronomie-Zustellung in der Steiermark weiter aus. Zwischen 1997 und 1999 wurden 560 Millionen Schilling in den Umbau des Trauner C+C Marktes und in einen Neubau am Standort Brunn am Gebirge investiert. 1999 wurde die Unternehmensgruppe Pfeiffer neu strukturiert und dabei C+C Pfeiffer als selbständige GmbH ausgegliedert.
2002 wurde ein weiterer Standort in Salzburg eröffnet. Mit dem Umbau am Standort Brunn am Gebirge im Jahre 2005 eröffnete auch das fünfte Kochstudio der C+C Pfeiffer GmbH. Anfang August 2005 übernahm Pfeiffer die Marke J. Hornig und ca. 600 Gastronomie- sowie 40 Großhandelskunden von J. Hornig wurden von da an durch die C+C Pfeiffer Standorte in Seiersberg und Spielberg betreut. In diesem Jahr investierte das Unternehmen 1,5 Millionen Euro in den C+C Markt am Standort Wels, um das Bio-Sortiment und Weingeschäft auszubauen. Im Jahr 2007 kaufte C+C Pfeiffer die Standorte Steyr, Wels und Salzburg der Firma Obst Huber auf. Im Jahr darauf eröffnete C+C Pfeiffer einen weiteren Standort im Norden Wiens.
Im ersten Quartal 2011 wurden mit der Übernahme der Eurogast Nussbaumer GmbH (Umsatz 2010 knapp 37 Mio. Euro, 126 Mitarbeiter) als 100%ige Tochter drei weitere Märkte in der Steiermark in Graz, Bruck an der Mur und Feldbach erworben. Außerdem wurden im Rahmen des Kaufs die Markenrechte und die Kaffeeproduktion der Kaffeemarke Java übernommen. Im November 2011 eröffnete der achte Abholmarkt von C+C Pfeiffer in Villach. Das Unternehmen übernahm 70 Prozent der Anteile an dem Getränkefachgroßhändler Schlacher und integrierte diesen zwischen 2014 und 2016 in den eigenen Betrieb.
Mit Wirkung zum 1. Jänner 2016 wurde der Großhandel C+C Pfeiffer an die Transgourmet Holding, eine Tochter des Schweizer Handelsunternehmens Coop, verkauft. Der Einzelhandel (Nah & Frisch und Unimarkt) blieb weiterhin in Besitz der Familie Pfeiffer. Zum 4. April 2016 wurde C+C Pfeiffer umbenannt in Transgourmet Österreich.
Im Jahr 2017 wurden 22 Millionen Euro in einen Neubau am Standort in Vorarlberg in Schwarzach investiert. Im Mai 2018 eröffnete das Unternehmen den neuen Fachmarkt mit einer Nutzfläche von 15.000 Quadratmetern. Ein Jahr später übernahm Transgourmet Österreich den Lebensmittelgroßhändler Gastro Profi GmbH mit Sitz im oberösterreichischen Alkoven. Der Bau eines weiteren Standortes auf 10.400 Quadratmetern im Wert von 30 Millionen Euro in Zell am See begann 2021 und dessen Eröffnung folgte im Mai 2022. In der Zeit der COVID-19-Pandemie öffnete Transgourmet Österreich seine Standorte für Endverbraucher, um der Lebensmittelverschwendung durch fehlende Einkäufe von Gastronomie und Hotellerie entgegenzuwirken. 2022 verließ die Riedhart Handels GmbH den Gastrohandelsverbund Eurogast und schloss sich der Transgourmet Österreich an. Im Jahr 2023 errichtete das Unternehmen einen weiteren Standort in Krems an der Donau.

## Unternehmensstruktur
Als Muttergesellschaft von Transgourmet Österreich fungiert die Transgourmet Holding AG, die wiederum ein Tochterunternehmen von Coop ist. Transgourmet Österreich hält jeweils 100 Prozent der Anteile an der Gastro Profi GmbH, Riedhart Handels GmbH sowie der Immodevelop GmbH. Die Geschäftsführung obliegt seit 2012 Manfred Hayböck und Thomas Panholzer. Vorsitzender des Aufsichtsrats ist Joos Rudolf Sutter.
Transgourmet Österreich erzielte im Jahr 2022 einen Umsatz von 750,5 Millionen Euro, der durch 1.800 Mitarbeiter erwirtschaftet wurde.

## Produkte
Transgourmet Österreich beliefert Kunden aus der Gastronomie, Hotellerie und dem Lebensmitteleinzelhandel mit Produkten aus Bereichen wie Nonfood, Fleisch- und Wurstwaren, Fisch, Obst und Gemüse, Wein und Kaffee in verschiedenen Preiskategorien.
Das Vertriebskonzept beinhaltet Abholmärkte und Zustellservices. Überwiegend nutzen die Gastronomiekunden den Webshop des Unternehmens für Bestellungen und holen die Waren dann entweder im Markt ab oder nutzen die Zustellmöglichkeit.
Seit 2005 baut das Unternehmen das Sortiment der Produkte aus kontrolliert biologischem Anbau aus. Unter der Marke Cook vertreibt das Unternehmen seit 2007 höherpreisige Produkte für die Gastronomie. Seit 2011 gehört die Kaffeemarke Java zu Transgourmet.